# 1184. п. н. е.

## Догађаји
- 24. април — Пад Троје у легендарном Тројанском рату